# Kee-Yoon Kim
Pour les articles homonymes, voir Kim.
Ne pas confondre avec la physicienne Young-Kee Kim (en).
Kee-Yoon Kim, née à Berlin le 10 décembre 1983, est une auteur-compositeur-interprète française d'origine coréenne, humoriste, ancienne avocate. Son premier EP Palli Palli est sorti le 19 janvier 2023, produit par Sylvie Hoarau du duo Brigitte.

## Biographie

### Jeunesse et formation
Ses deux parents sont coréens, sa mère Kim Lee est chanteuse d'opéra, premier prix à l'unanimité du CNSMP. Son oncle, Lee Han-Key, professeur à l'Université nationale de droit de Séoul, fut premier ministre de Corée du Sud (en 1987), dont Ban Ki-moon fut le directeur de cabinet. Elle est aussi la petite-cousine de l’ancien ministre de la santé sud-coréen Chun Myung-Ki (천명기). 
Elle fait sa scolarité au Lycée Fénelon Sainte-Marie, devient française à l'âge de dix-huit ans. Elle étudie le violon et le solfège à l'Ecole Normale de Musique de Paris. Elle fait ses études supérieures à l'Université Panthéon-Assas, l'Institut d'études politiques de Paris et à l'ESSEC. 

### Avocate
Devenue avocate, elle exerce au sein du cabinet Bredin Prat, fondé en 1965 par Jean-Denis Bredin et Robert Badinter.    
Elle gagne le concours de la Conférence, en 2009. Son sujet de premier tour est  : "Les hommes d’aujourd’hui sont-ils les femmes de demain ?". Elle devient ainsi secrétaire de la Conférence pour l'année 2010. Le suicide de sa meilleure amie lui fait remettre en question sa vie.      

### Humour
Elle gagne le Montreux Comedy Casting 2012 et fait les premières parties de Claudia Tagbo et Olivier de Benoist avant de présenter son premier one-woman show Jaune Bonbon,, au Théâtre du Gymnase. Yann Moix dit de son spectacle que c'est "le meilleur spectacle de l'année" dans l'émission ONPC. 
En 2014, elle fait plusieurs chroniques (notamment sur Rémi Gaillard), dans l'émission On va tous y passer sur France Inter d'André Manoukian.
En 2015, elle diffuse un clip sur la Saint-Valentin, L'amour avec une brique, avec Jérôme Niel et Pénélope Bagieu.
En 2016, Giorgio Armani la sélectionne pour incarner, à l'occasion d'une campagne pour le parfum Si, l’une des femmes "qui ont eu le courage de dire « oui à la vie » avec Cate Blanchett, Yuja Wang, Cécile Schmollgruber, Charlotte Ranson et Helena Rizzo. 
En 2018, elle présente son second spectacle Tropique du Panda, au Théâtre du Gymnase. Elle développe parallèlement un long-métrage qu'elle co-écrit avec Mazarine Pingeot et Fanny Burdino. 
En 2019, elle anime une master class dans une MJC de Sarcelles avec l’association Les Entretiens de l’excellence, dont elle marraine en 2017.

### Musique
Son single Vivante sort en octobre 2022. Son premier EP Palli Palli, qu'elle a écrit et composé, et qui est produit, réalisé et arrangé par Sylvie Hoarau, du duo Brigitte, sort le 19 janvier 2023. De nombreux musiciens y participent parmi lesquels le guitariste Philippe Almosnino, le batteur Grégory Maume, la pianiste Charlène Juarez, la violoniste Karen Brunon. 
Après avoir fait la première partie de Benjamin Biolay, elle donne son premier grand concert le 1er février 2023 à l'Européen. 